# Křeček krysí
Křeček krysí je stromový hlodavec žijící v Kolumbii a severozápadním Ekvádoru. Není příliš hojný a je obtížné ho chytit k dalšímu výzkumu. Vyskytuje se v údolí řeky Magdaleny a v Ekvádoru až do nadmořské výšky 1100 m n. m. Dospělý křeček váží 184 g.